# Мидзуя

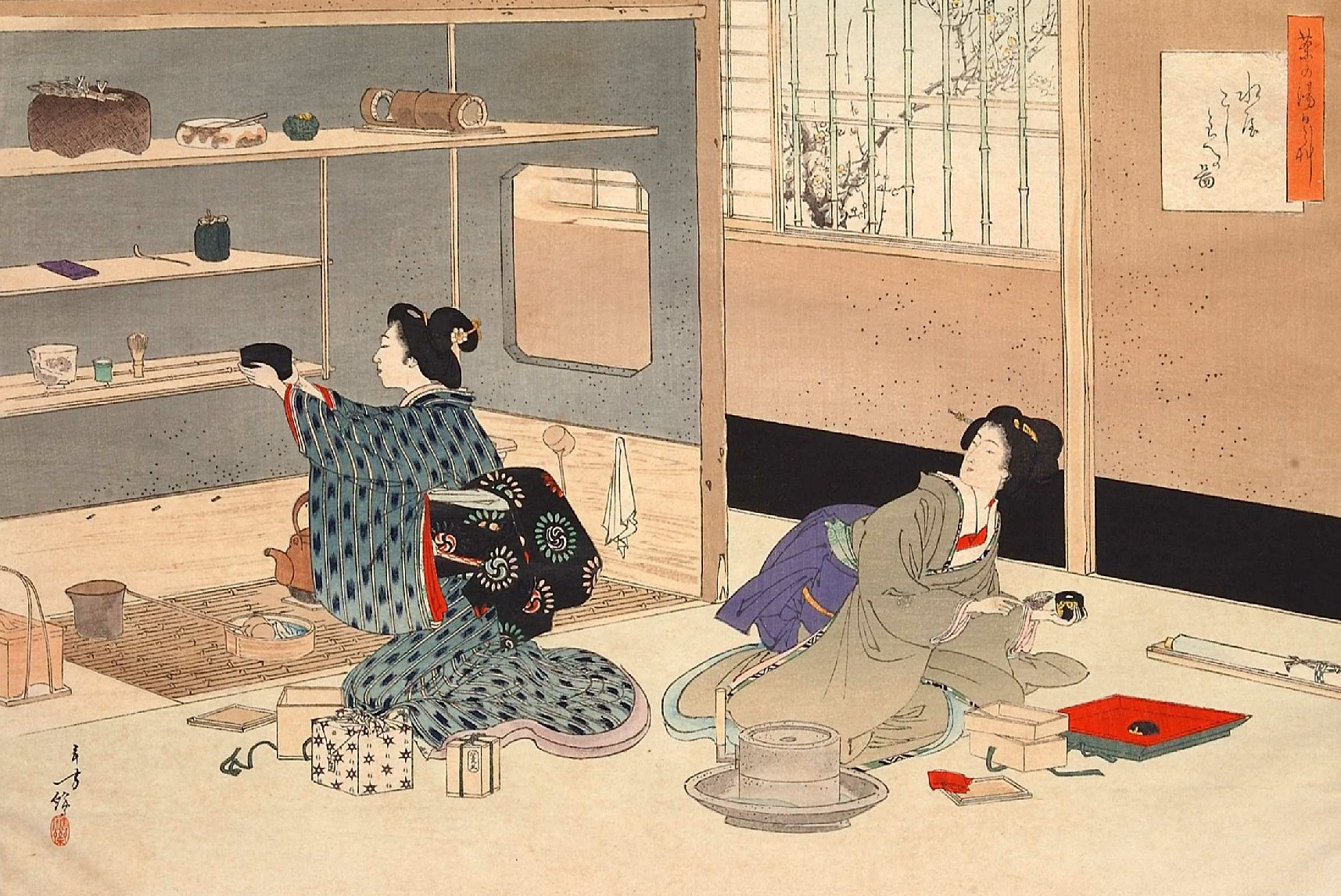
Мидзуно Тосиката. Подготовка к чайной церемонии в водяной комнате. 1896 г. Цветная гравюра на дереве

Мидзуя (яп. 水屋, «водяная комната») — это подсобная комната чайного домика или другая специально отделённая зона, предназначенная для подготовки к японской чайной церемонии. Даже если церемония проходит на открытом воздухе, место, в котором осуществляется подготовка, также называется мидзуя.

## Возникновение
Считается, что полноценному развитию искусства чайной церемонии и, соответственно, созданию подготовительной зоны для этого действа поспособствовал мастер чайной церемонии Сэн-но Рикю в XVI веке. Поскольку для приёма гостей и проведения самой церемонии было отведено отдельное помещение, то требовалась и «подсобная» комната, в которой проходили бы подготовительные мероприятия. На раннем этапе развития чайной церемонии подготовка и приготовление чая проходили не в специально оборудованных помещениях, а в уголках самой чайной комнаты. Впервые отделённое подсобное помещение для приготовления и хранения чая и утвари появилось в чайном домике Тай-ан, спроектированном в 1582 году самим Сэн-но Рикю. Хотя о специальной подсобной комнате мидзуя говорил и учитель Сэн-но Рикю, Дзёо Такэно.

## Функции
Прежде всего, в комнате мидзуя моют посуду и приспособления для приготовления чая, а также кипятят воду для чайника — благодаря этому помещение и получило своё название. Помимо этого, в мидзуя накануне церемонии готовят сладости вагаси и закуски, которые подают с чаем, а также подбирают и подготавливают утварь и посуду к приёму гостей.

## Оборудование мидзуя
В современной относительно небольшой комнате мидзуя обычно присутствует только плита для нагрева воды или электрический чайник, а также вёдра с водой. Мидзуя может быть встроена в кухонное помещение, а может быть пристроена к дому. В более дорого обустроенной мидзуя могут расположить несколько раковин, шкафчиков, полок и столов и даже холодильник, электрическую плиту и микроволновую печь.
Как правило, в мидзуя, находящейся в помещении, присутствует раковина нагаси, деревянные полки для хранения утвари, а также настенные крючки, на которые вешают полотенца и ковши. Существуют переносные шкафы, оборудованные полками и отделениями для хранения утвари, которые называются окимидзуя.
Помимо посуды, в мидзуя обычно хранится утварь, относящаяся к классу кухонной. Это вспомогательные предметы, используемые для приготовления чая: бамбуковый черпачок, венчик, льняные салфетки и т. д.
У последователей разных школ чайной церемонии свой уникальный подход к расстановке принадлежностей в мидзуя.

## Мидзуя-доко
В некоторых чайных комнатах есть мидзуя-доко (яп. 水屋洞庫 мидзуя до:ко), представляющая собой вмонтированный в нижнюю часть стены шкаф с полками, который можно закрывать и открывать. Он располагается в ближайшей стене к циновке хозяина чайного дома. Помимо мидзуя-доко, существует упрощённая конструкция под названием доко, в которой отсутствует система слива воды. Доко и мидзуя-доко предназначены для удобства хозяев чайных домов, которым трудно вставать из позиции сэйдза, в частности, представителей старшего поколения.
Предположительно, название доко произошло от аналогичного названия ящиков, в которых бродячие кукловоды хранили кукол, и первым это название стал употреблять Сэн-но Рикю. Сначала доко размещали на полу, затем их стали вешать на стену, и до наших времён дошли конструкции, встраиваемые в стену.